# Древние (группа художников)

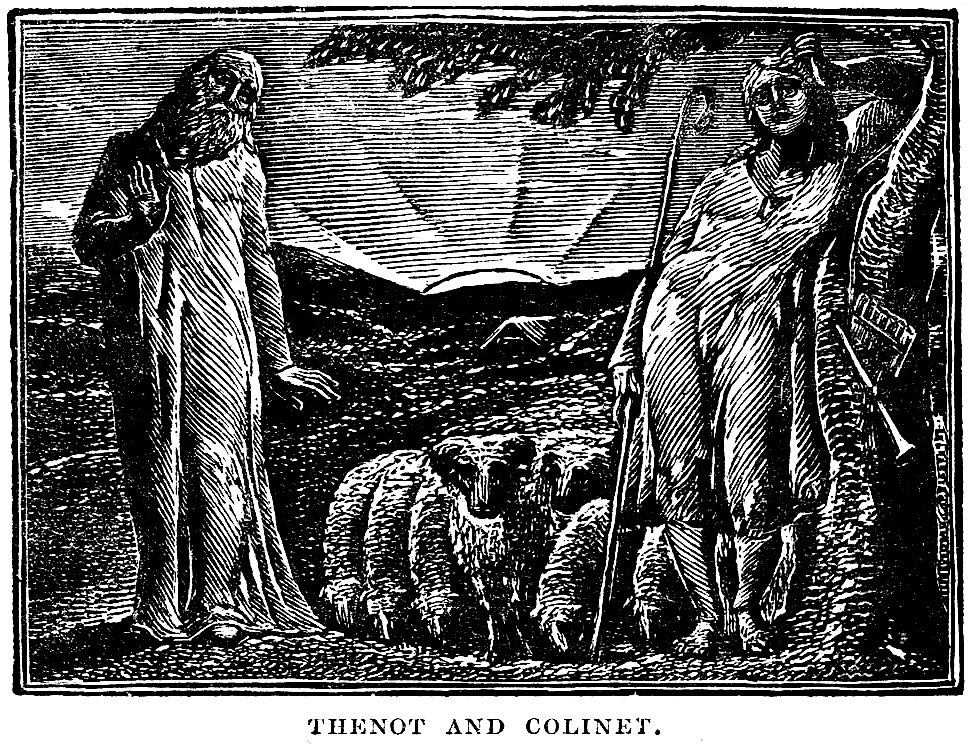
Уильям Блейк. Фронтиспис к «Пасторалям Вергилия», ксилография

«Древние» ("The Ancients") — группа английских художников, последователей Уильяма Блейка.
История группы началась летом 1818 года, когда молодой художник Джордж Камберленд-младший познакомил Блейка со своим 26-летним учителем — успешным художником и гравёром Джоном Линнеллом (1792—1882). Блейк был тогда в бедственном положении, и Линнелл пообещал помочь ему с работой. Линнелл действительно помог Блейку, уговорив своего домашнего врача д-ра Роберта Джона Торнтона (медика, ботаника, литератора-дилетанта и издателя) заказать Блейку серию иллюстраций к так называемым «Пасторалям Вергилия» (английскому подражанию «Буколикам» Вергилия, автором которого являлся Амброз Филипс, 1674—1749). Иллюстрации, выполненные в технике ксилографии и опубликованные в 1821 году, имели потрясающий успех, особенно у группы молодых художников, которые объявили Блейка своим вождём и наставником, называя его «Истолколкователем» (“Interpreter”), а себя «Древними» ("The Ancients"). В этом названии группы отражены мечты о «Золотом веке», а в своем творчестве художники стремились к наивности и безыскусности, в отличие от академического искусства того времени. «Древние» проводили регулярные встречи в «Доме Истолкователя»  — последней квартире Блейка в доме №3, Фаунтин-Корт, Стрэнд, а затем на загородной даче Палмера в деревне Шорхэм, Кент (в 20 милях от Лондона). 

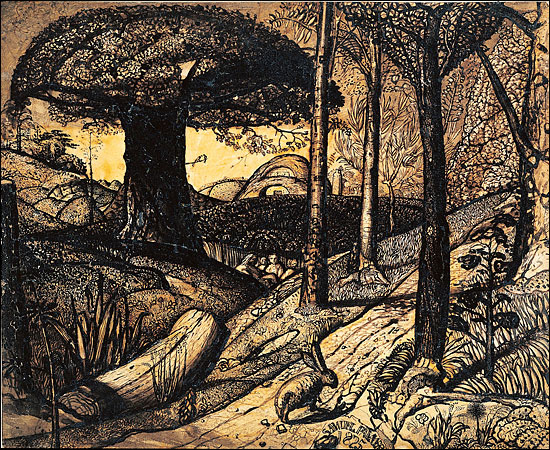
Раннее утро, 1825, Сэмюэла Палмера

## Группу составляли
- Эдвард Калверт (1799—1883)
- Фредерик Тейтем (1805—1878)
- Сэмюэл Палмер (1805—1881)
- Джордж Ричмонд (1809—1896)

## С группой ассоциировались также
- Фрэнсис Оливер Финч (1802—1862)
- Генри Уолтер (ок. 1786—1849)
- Уэлби Шерман (упом. 1827—1836)
- Джон Джайлз, кузен Палмера
- Артур Тейтем (1808—1874), брат Фредерика Тейтема
- Джулия Тейтем (1811—1881), сестра Фредерика Тейтема, ставшая женой Джорджа Ричмонда

## Галерея

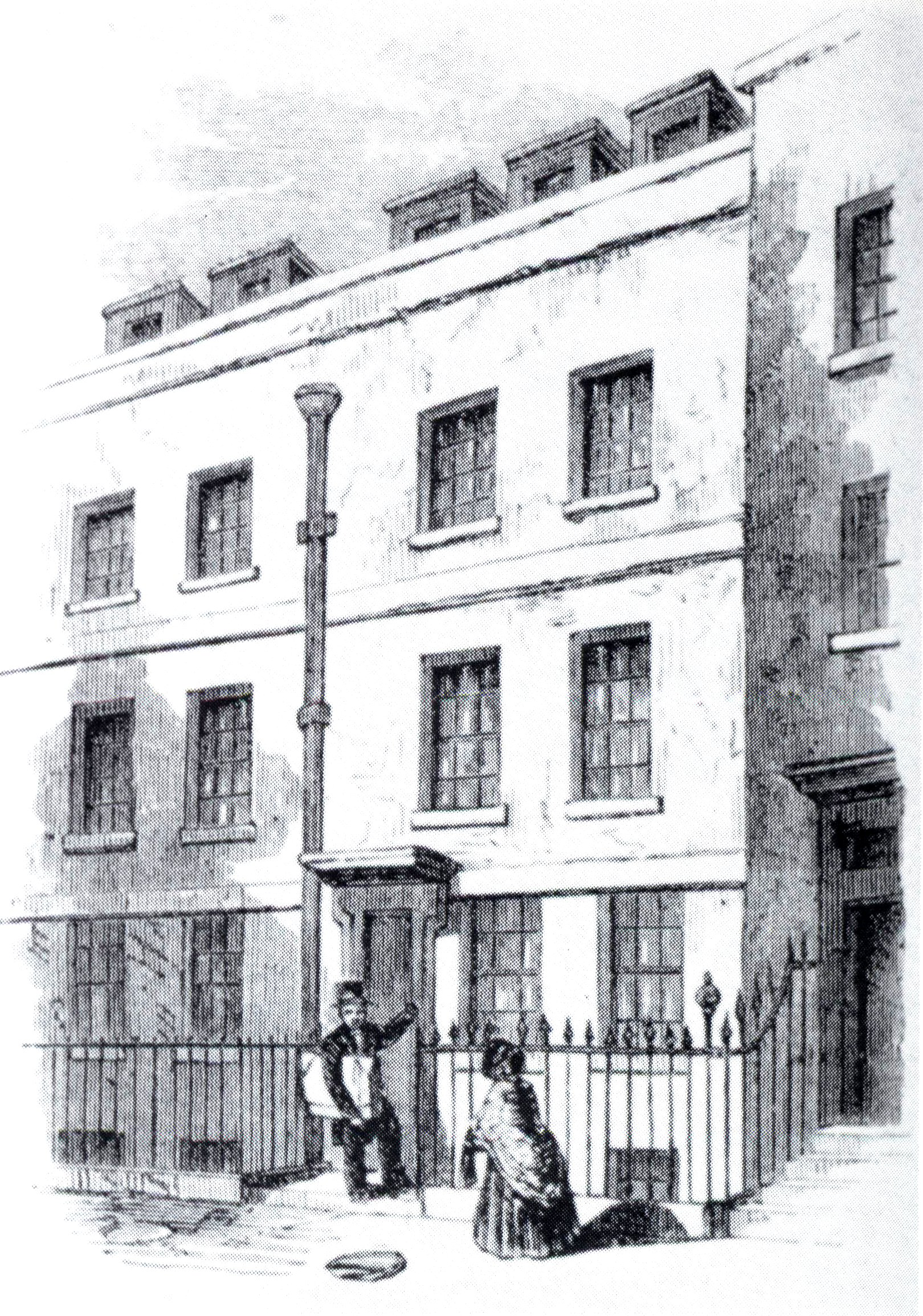
«Дом Истолкователя» 3 Фаунтин-Корт, Стрэнд
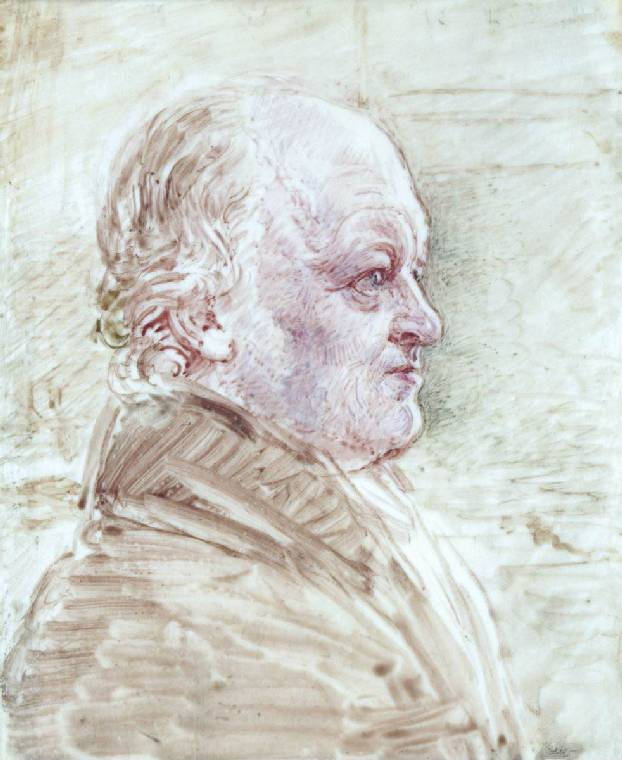
Джон Линнелл: Уильям Блейк, 1821
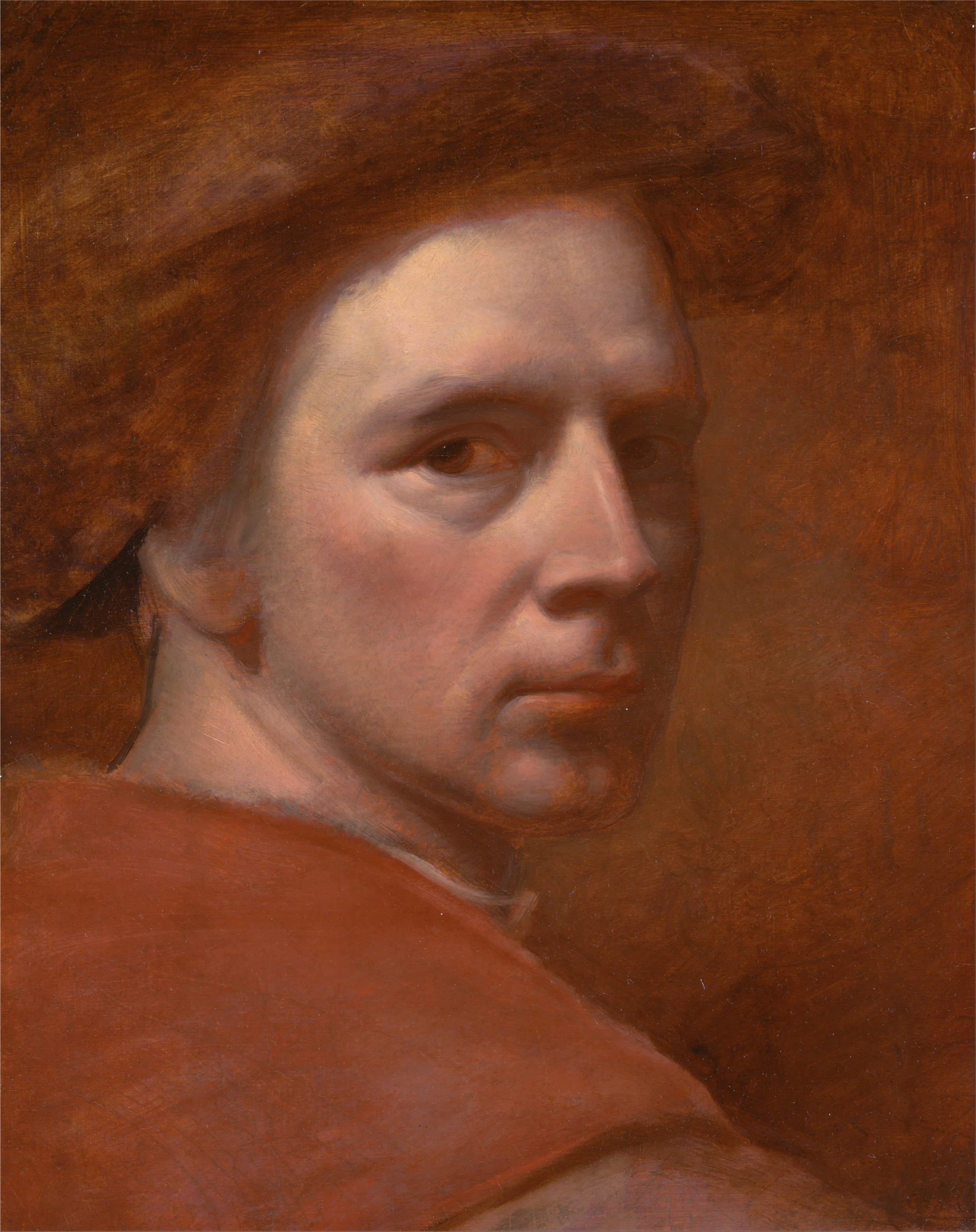
Джордж Ричмонд: Автопортрет
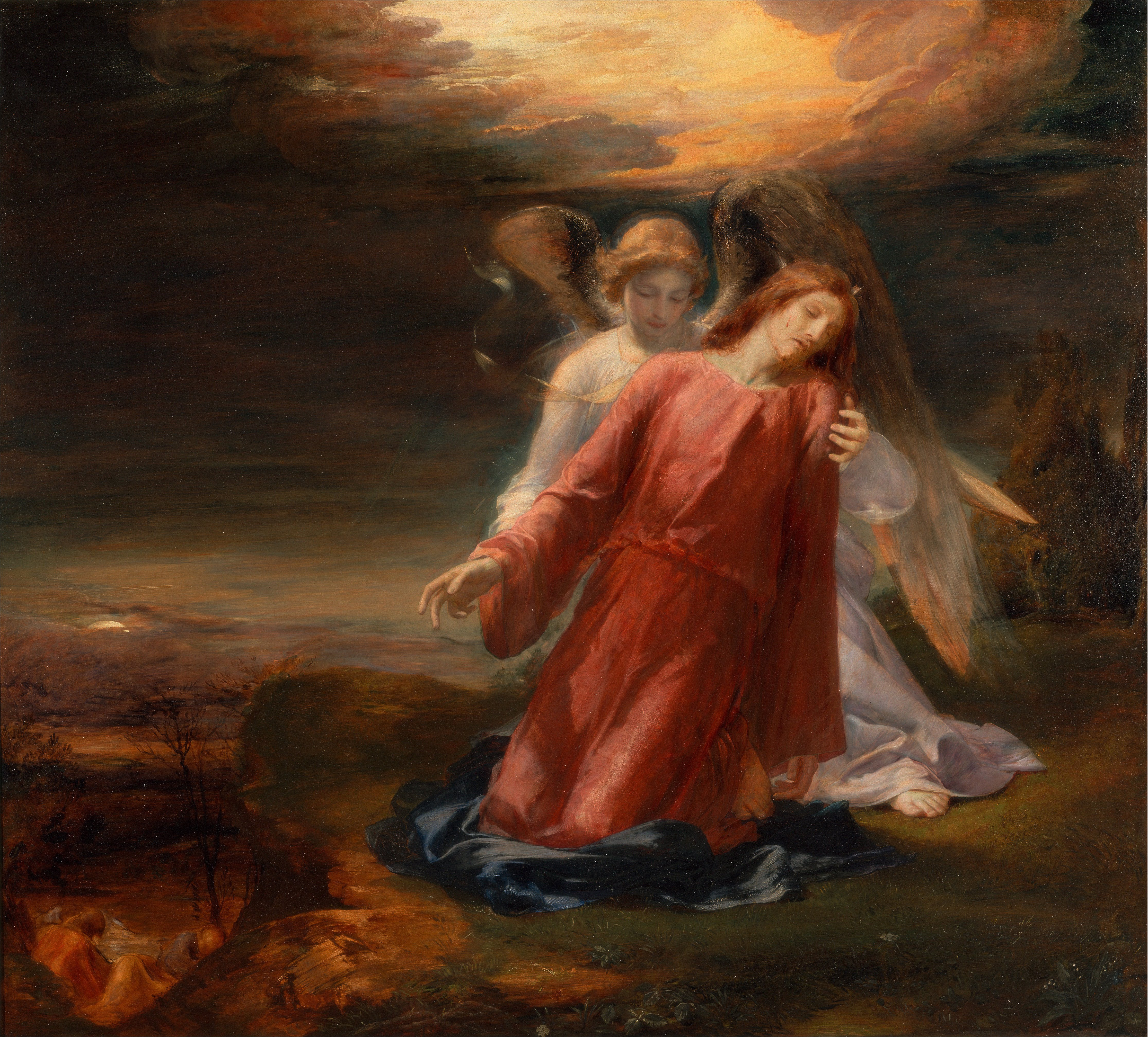
Джордж Ричмонд: Агония в саду
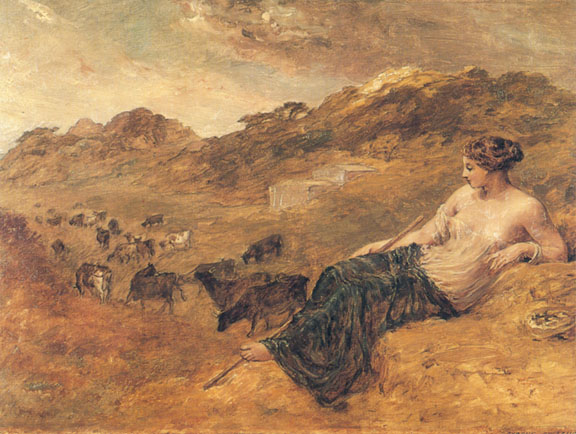
Эдвард Калверт: Сирена и коровье стадо
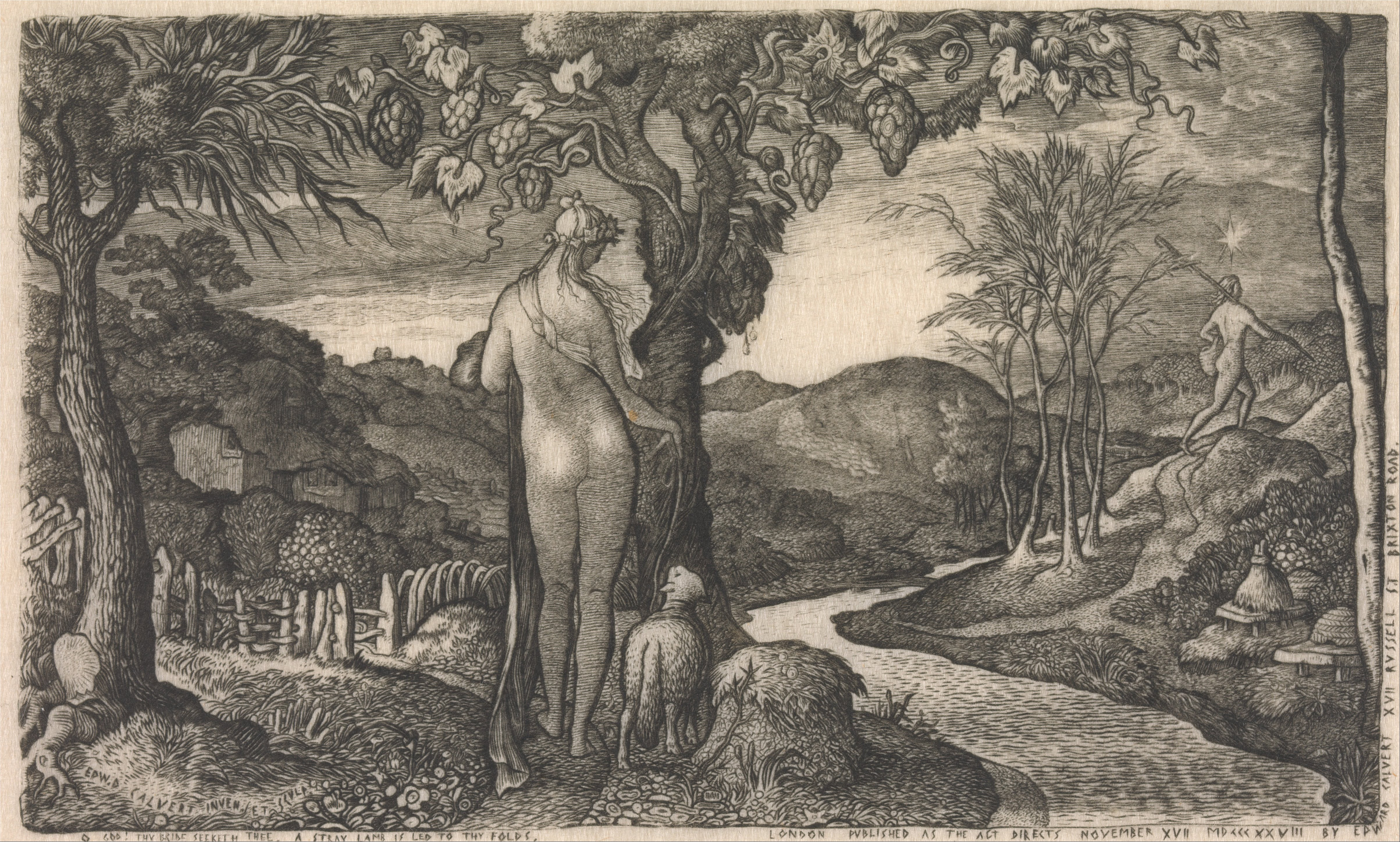
Эдвард Калверт: Невеста
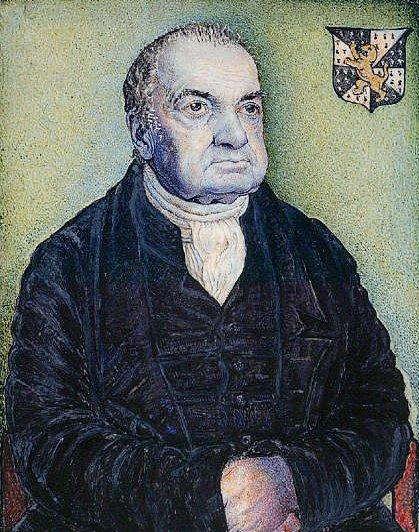
Фредерик Тейтем: Портрет Уильяма Уильямса
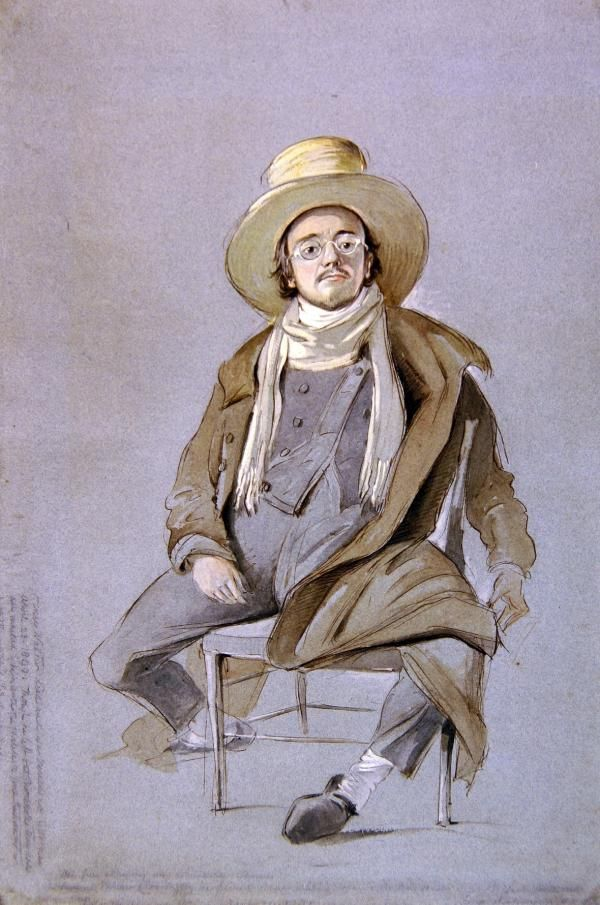
Генри Уолтер: Портрет Сэмюэла Палмера
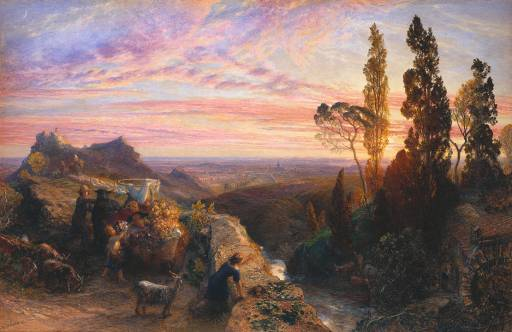
Сэмюэл Палмер: Мечтание в Апеннинах (1864)
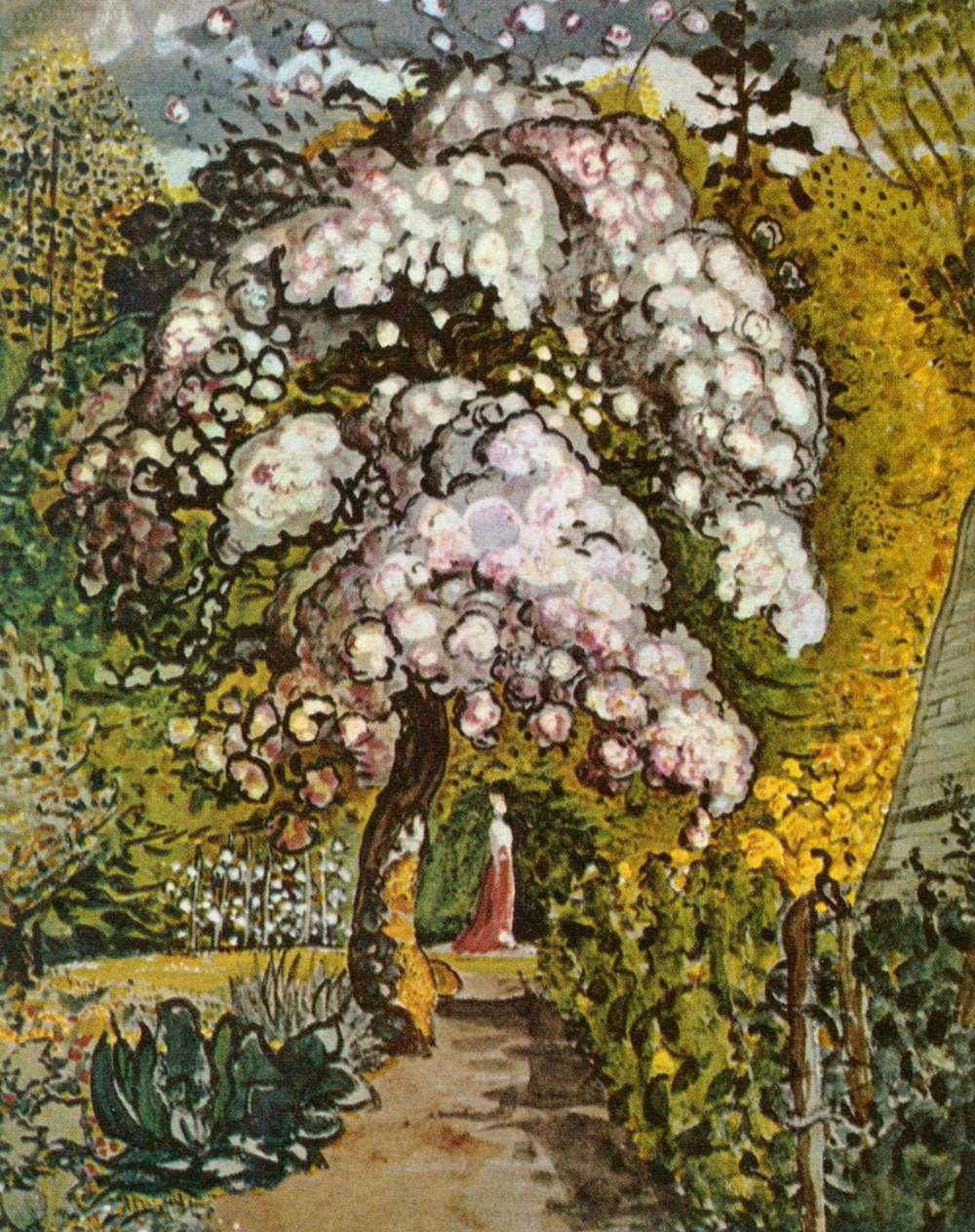
Сэмюэл Палмер: Сад в Шорхэме
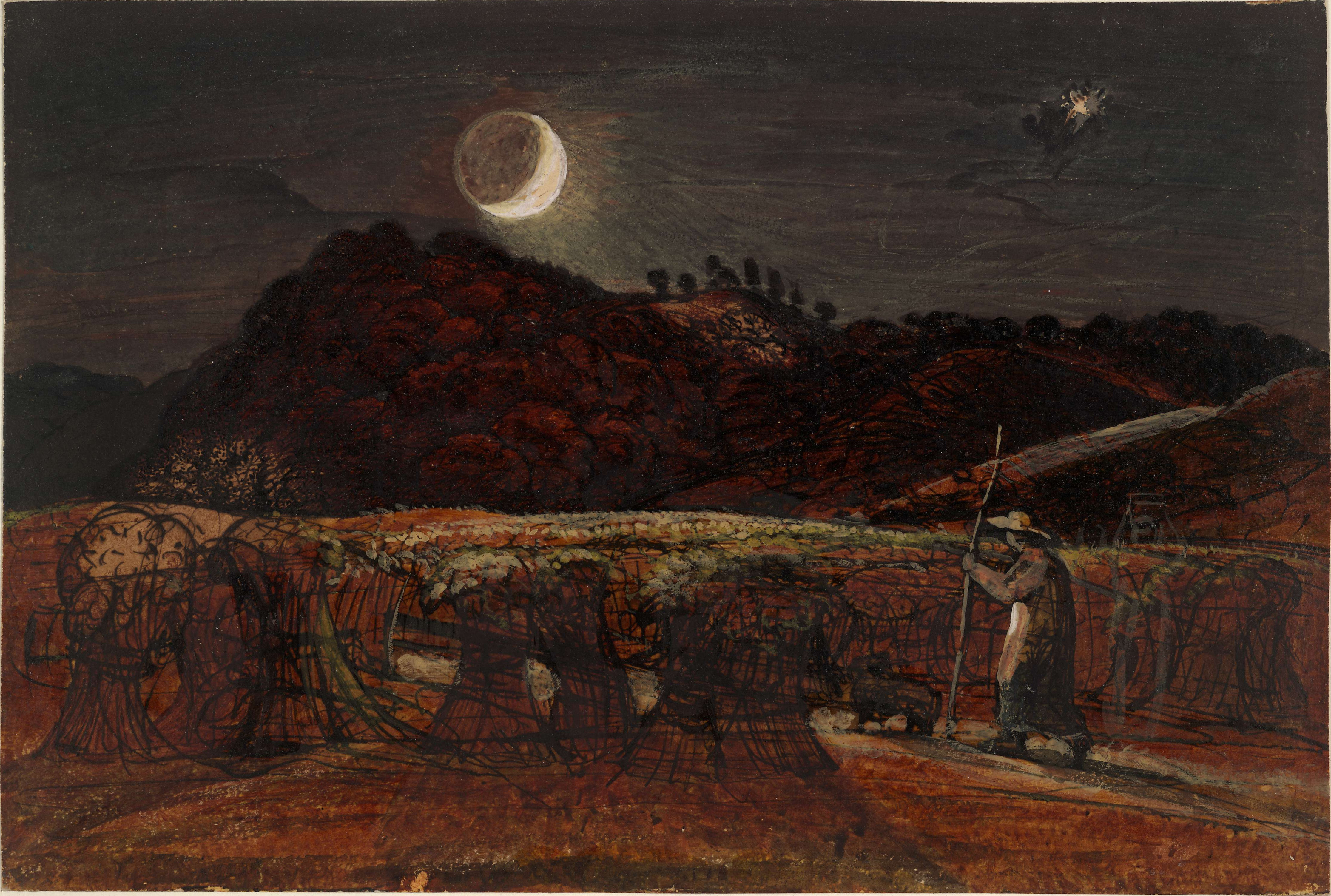
Сэмюэл Палмер: Пшеничное поле в свете Луны и вечерней звезды (1830)
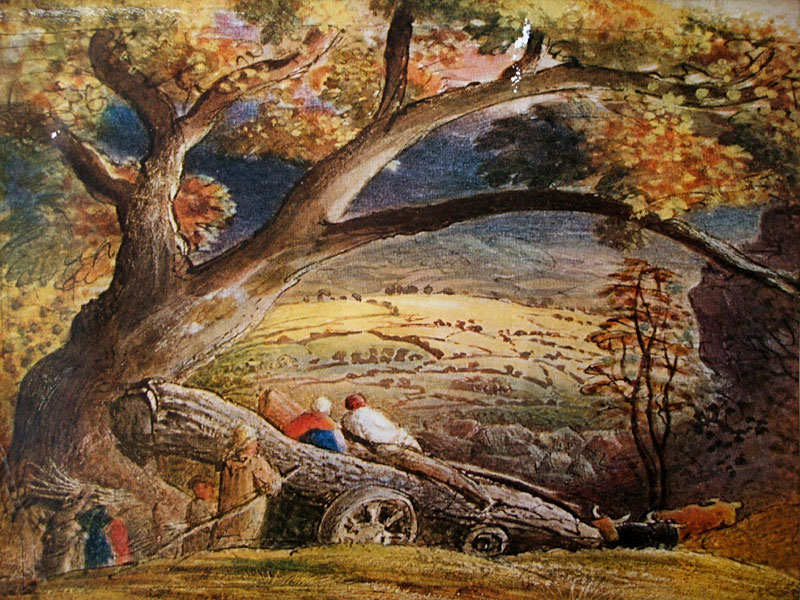
Сэмюэл Палмер: Пейзаж
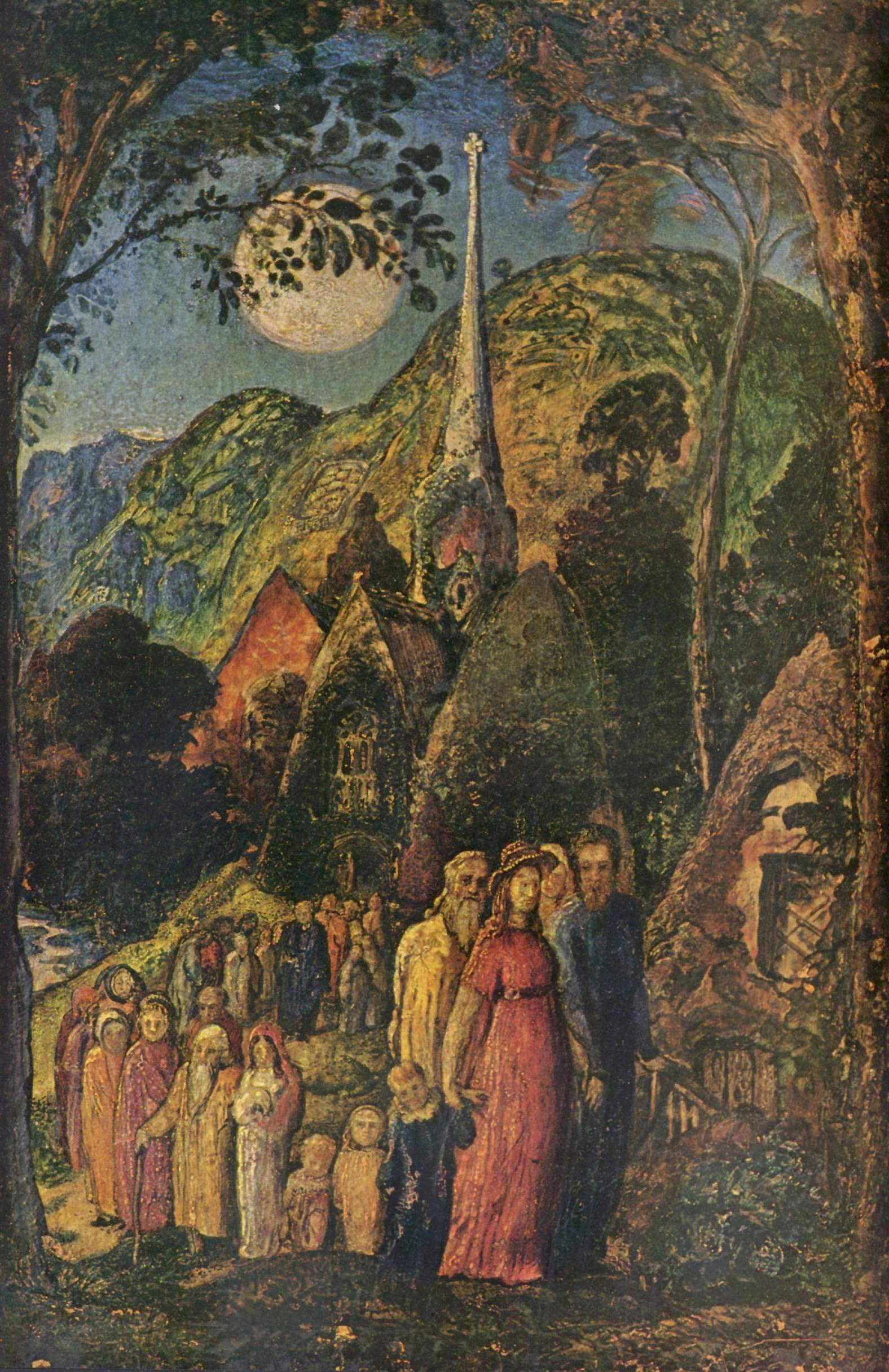
Сэмюэл Палмер: После вечерни